# Мельохіно
Мельо́хіно (рос. Мелёхино) — село у складі Бердюзького району Тюменської області, Росія.
Населення — 242 особи (2010, 306 у 2002).
Національний склад станом на 2002 рік:
- росіяни — 76 %